# NGC 3836
NGC 3836 est une galaxie spirale située dans la constellation de la Coupe. NGC 3836 a été découverte par l'astronome allemand Wilhelm Tempel en 1877.

## Caractéristiques
Sa vitesse par rapport au fond diffus cosmologique est de 4 022 ± 26 km/s, ce qui correspond à une distance de Hubble de 59,3 ± 4,2 Mpc (∼193 millions d'al).
La classe de luminosité de NGC 3836 est II et elle présente une large raie HI. Elle renferme également des régions d'hydrogène ionisé.

## Paire de galaxies?
La base de données NASA/IPAC indique que NGC 3836 est une paire de galaxies. Pourtant, on ne voit qu'un seul noyau sur l'image de l'étude Pan-STARRS. Son apparence déformée vient peut-être d'une ancienne rencontre, mais aucune des sources consultées ne mentionne la présence d'une autre galaxie à proximité.